# 貼古迭兒
貼古迭兒（转写：Tekuder，？—1284年8月10日），蒙古人，旭烈兀第七子，阿八哈之弟，貼古迭兒的母亲是忽推哈敦，他是伊兒汗國的第三任君主。1282年6月21日至1284年8月10日在位。

## 统治
贴古迭儿出生时受洗成为基督教聂斯脱里派教徒，教名尼古拉斯·贴古迭儿。但是貼古迭兒不久之後就从基督教转而信仰伊斯兰教，並改名為阿赫默德·贴古迭儿。1282年他即位后，立即改号蘇丹，将伊儿汗国改称伊儿苏丹国，并想尽一切办法让蒙古人改信伊斯兰教，試圖把國家伊斯蘭化。同时，他向埃及的马木留克王朝示好，打算同他们结为同盟。

## 统治被推翻
但是，此时呼罗珊的管理者，阿八哈之子阿鲁浑是一个佛教徒。以他为首的佛教徒及聂斯脱里派教徒為主的蒙古保守派贵族对贴古迭儿的改革以及他对马木留克的态度极为不满，因此派人向元朝的忽必烈汗投訴。虽然忽必烈对这一情况非常愤怒，但是阿鲁浑最终还是要依靠自己的力量来夺回国家，任內處死了伊兒汗國的傀儡政權羅姆苏丹國的苏丹。于是內戰爆發，貼古迭兒向马木留克苏丹求助，但是马木留克并没有全力支援他。1284年5月4日，贴古迭儿曾经一度击败阿鲁浑，并接受了他的投降。但是随后军队中支持阿鲁浑的将领发动了宫廷政变，贴古迭儿最终于1284年8月10日被处决。

## 延伸阅读
[在维基数据编辑]
 《新元史/卷108》，出自柯劭忞《新元史》
 在维基共享资源阅览影像